# نیکولتا ریتسی
نیکولتا ریتسی (ایتالیایی: Nicoletta Rizzi؛ ‏ ۱ ژانویهٔ ۱۹۴۰ – ۱۷ ژانویهٔ ۲۰۱۰) بازیگر اهل ایتالیا بود.
از فیلم‌ها یا برنامه‌های تلویزیونی که وی در آن نقش داشته‌است، می‌توان به سپاسگزارم، خاله، اولین شب آرامش و گاما اشاره کرد.